# Novouglianka
Novouglianka (en rus: Новоуглянка) és un poble de l'óblast de Lípetsk, a Rússia, que el 2011 tenia 1.570 habitants. Pertany al districte rural d'Úsman.